# Ла Рејна
Ла Рејна (шп. La Reina) је општина у Чилеу. По подацима са пописа из 2002. године број становника у месту је био 96.762.

## Демографија
| 2002.  |
| ------ |
| 96,762 |